# Campbeltown whiskyrégió

A hat skót whisky-régió

A Campbeltown whiskyrégió volt valaha Skócia „whiskyfővárosa”. Az 1880-as években legalább 21 whiskylepárló működött itt, ma mindössze három üzemel. Campbeltown a Kintyre-félsziget – Skócia délnyugati nyúlványa Észak-Írország felé – csúcsához közel fekszik Argyllshire-ben.
Amikor a régió whiskytermelése a csúcson volt, akkor a testes, nehéz, tőzeges whiskyk voltak jellemzők rá, az 1920-as években még „büdös halként” is jellemezték. Ezután leáldozott a régiónak, s hosszú ideig a Higland whiskyrégióhoz sorolták, egyedül Springbank őrizte meg világhírét. Glengyle 2004-ben kezdett üzemelni s ezután a Scotch Whisky Association újra önálló régiónak ismerte el Campbeltownt.

## Campbeltown Single Malt whiskyk
- Springbank
- Glengyle
- Glen Scotia